# Laguna Chachitas
A  Laguna Chachitas é um lago localizado na Guatemala. Localiza-se no departamento de Retalhuleu, Município de Champerico.